# Liste des plus grands vraquiers
Cette liste présente un classement des plus grands vraquiers au monde, en service ou désarmés. Elle inclut les sous-types des vraquiers : minéraliers, céréaliers, pétro-minéraliers (notés O/O pour Ore/Oil) et pétro-vraquiers (OBO pour Ore/Bulk/Oil). Le critère principal est le port en lourd qui permet de comparer la capacité d'emport ; la longueur hors-tout est également un critère pouvant être retenu.
Ne sont indiqués que les navires dont le port en lourd dépasse 220 000 tonnes ; le nombre de navires en dessous de cette valeur devient trop important pour être recensé.
| Nom               | Type                    | Port en lourd (t) | Dimensions LHT × B × T (m) | Armement                           | Statut                            |
| ----------------- | ----------------------- | ----------------- | -------------------------- | ---------------------------------- | --------------------------------- |
| MS Ore Brasil     | Minéralier              | 402 347           | 362 x 65 x 23              | Vale                               | En service                        |
| Le Vernin         | Minéralier              | 372 722           | 343,07x67,9 x 25,09        | Sabouche                           | En service                        |
| G.Hénault         | Minéralier              | 372 722           | 343,07x67,9 x 25,09        | Sabouche                           | En service                        |
| Berge Stahl       | Minéralier              | 364 768           | 342,08 × 63,5 × 23,035     | Bergesen                           | En service                        |
| Bergeland         | Minéralier              | 322 941           | 338,69 × 55,7 × 23         | Bergesen                           | En service                        |
| Amy N             | Minéralier              | 322 457           | 332 × 58 × 23,02           | Neu Seeschiffahrt                  | En service                        |
| Paradise N        | Minéralier              | 322 398           | 332 × 58 × 23              | Neu Seeschiffahrt                  | En service                        |
| Berge Fjord       | Pétro-minéralier (O/O)  | 310 698           | 331,5 × 57,3 × 23,2        | Bergesen                           | En service                        |
| Berge Vik         | Pétro-minéralier (O/O)  | 310 686           | 331,5 × 57,2 × 23,03       | Bergesen                           | En service                        |
| Alster N          | Minéralier (ancien O/O) | 305 893           | 340 × 57 × 22              | Neu Seeschiffahrt                  | En service                        |
| Ruhr N            | Pétro-minéralier (O/O)  | 305 863           | 340 × 57 × 22              | Neu Seeschiffahrt                  | En service                        |
| Berge Phoenix     | Pétro-vraquier (OBO)    | 290 793           | 333,56 × 62,01 × 19,67     | Bergesen                           | En service                        |
| Neckar Ore        | Pétro-minéralier (O/O)  | 286 993           | 338,15 × 54,6 × 21,8       | Krupp Seeschiffahrt                | Démoli en 1996                    |
| Doceanyon         | Pétro-minéralier (O/O)  | 275 636           | 339,4 × 55,06 × 21,4       | Vale do Rio Doce Navegação         | Démoli en 1986                    |
| Weser Ore         | Pétro-minéralier (O/O)  | 274 331           | 335 × 52 × 22              | Associated Maritime Hong Kong      | Démoli en 2000                    |
| Petrobras 35      | Pétro-minéralier (O/O)  | 270 356           | 329,32 × 54,56 × 21        | Petrobras                          | Converti en FPSO en 1996          |
| Main Ore          | Minéralier              | 267 889           | 324,11 × 55,1 × 20,5       | First Pacific Shipping             | En service                        |
| Arun Rhine Ore    | Pétro-minéralier (O/O)  | 264 999           | 335 × 52,2 × 21,8          | Krupp Seeschiffahrt                | Démolis                           |
| Alkisma Alarabia  | Pétro-minéralier (O/O)  | 264 591           | 336 × 54 × 20,6            | P & O Bulk                         | Démoli en 1994                    |
| Mountain Spirit   | Pétro-minéralier (O/O)  | 262 411           | 335,7 × 53,6 × 20,6        | Teekay Shipping                    | Démoli en 1993                    |
| Alfred N Arthur N | Minéraliers             | 260 826           | 325,06 × 54,27 × 20,5      | Neu Seeschiffahrt                  | En service                        |
| Faith N           | Vraquier                | 260 783           | 325 × 54 × 20,5            | Neu Seeschiffahrt                  | En service                        |
| Waterman N        | Vraquier                | 259 587           | 328,6 × 54,1 × 19,7        | Neu Seeschiffahrt                  | En service                        |
| Höegh Hill        | Pétro-minéralier (O/O)  | 249 258           | 326 × 52 × 20,5            | Leif Höegh & Co                    | Démoli en 1993                    |
| La Loma           | Pétro-minéralier (O/O)  | 249 233           | 326,04 × 52 × 20,5         | Delos Shipping                     | Démoli en 1995                    |
| Mare Brazil       | Pétro-minéralier (O/O)  | 248 602           | 326 × 52 × 20,5            | Mare Maritime                      | Démoli                            |
| Seiko Maru        | Pétro-vraquier (OBO)    | 248 228           | 326,02 × 52,05 × 20,46     | United Shipping & Trading          | Démoli en 2003                    |
| Höegh Hood        | Pétro-minéralier (O/O)  | 244 677           | 326,04 × 52 × 20,5         | Leif Höegh & Co                    | Démoli en 1997                    |
| World Recovery    | Pétro-minéralier (O/O)  | 234 751           | 327,74 × 59,4 × 20,5       | International Maritime             | Démoli en 1994                    |
| Pacific Glory     | Pétro-minéralier (O/O)  | 233 694           | 317 × 55 × 18,1            | Fir Shipping                       | En service                        |
| Rhine Ore         | Minéralier              | 233 016           | 315 × 54 × 18,3            | Hachiuma Steamship                 | En service                        |
| Tantalus          | Pétro-minéralier (O/O)  | 232 131           | 319,34 × 53 × 19,5         | The Blue Funnel Line               | Démoli en 1987                    |
| Berge Pacific     | Minéralier              | 231 851           | 315,02 × 55,73 × 18,4      | Bergesen                           | En service                        |
| Gaia Pegasus      | Pétro-minéralier (O/O)  | 229 186           | 319,58 × 44 × 18,1         | Elara Maritima                     | En service                        |
| Berge Vanga       | Pétro-minéralier (O/O)  | 227 912           | 314 × 50 × 20,4            | Bergesen                           | Naufrage en 1979                  |
| Andros Atlas      | Pétro-vraquier (OBO)    | 227 669           | 323,66 × 48,2 × 20,5       | United Shipping & Trading          | Démoli en 1994                    |
| Berge Adria       | Pétro-minéralier (O/O)  | 227 561           | 314 × 50 × 20,4            | Bergesen                           | Démoli                            |
| Berge Istra       | Pétro-minéralier (O/O)  | 227 553           | 314 × 50 × 20,4            | Bergesen                           | Naufrage après explosions en 1975 |
| Omiros            | Pétro-vraquier (OBO)    | 227 408           | 332,77 × 45,67 × 20,5      | Tsakos Shipping & Trading          | Démoli en 1999                    |
| Runa              | Pétro-minéralier (O/O)  | 227 408           | 332,77 × 45,67 × 20,5      | ?                                  | Démoli en 1999                    |
| Berge Brioni      | Pétro-minéralier (O/O)  | 227 187           | 314 × 50 × 20,4            | Bergsen                            | Converti en FPSO en 1988          |
| Kazusa            | Minéralier              | 227 183           | 325 × 52 × 18,1            | Kazusa Shipping                    | En service                        |
| Sysla             | Pétro-minéralier (O/O)  | 227 086           | 340,52 × 52 × 20           | Hagb. Waage                        | Démoli en 1986                    |
| Edward N          | Vraquier (ancien O/O)   | 225 161           | 332,62 × 50 × 20,2         | General Ore Carrier Corporation VI | En service                        |
| Alva Sea          | Pétro-minéralier (O/O)  | 225 010           | 332,27 × 45,67 × 20,44     | Alva Bay Shipping                  | Démoli en 1992                    |
| Constance N       | Vraquier                | 224 666           | 315 × 50 × 19,7            | Neu Seeschiffahrt                  | En service                        |
| Grace N           | Minéralier              | 224 222           | 312,02 × 50 × 19,95        | General Ore Carrier Corporation IX | En service                        |